# ラグビーワールドカップ2023・プールB
ラグビーワールドカップ2023・プールBは、2023年9月9日に開始され、10月8日まで行われた。2019年大会で優勝した南アフリカ、アイルランド、スコットランド、ルーマニア、トンガが含まれる。

## 出場チーム
|              | チーム           | バンド | 連盟       | 予選                              | 出場決定      | 出場回数 | 前回出場 | 最高成績                                                        | ランキング | ランキング |
| 2020年1月1日 | チーム           | バンド | 連盟       | 予選                              | 出場決定      | 出場回数 | 前回出場 | 最高成績                                                        | 2023年9月  |            |
| ------------ | ---------------- | ------ | ---------- | --------------------------------- | ------------- | -------- | -------- | --------------------------------------------------------------- | ---------- | ---------- |
| B1           | 南アフリカ共和国 | 1      | アフリカ   | 2019年大会 プールステージ3位以上  | 2019年        | 8        | 2019     | 優勝 (1995, 2007, 2019)                                         | 1          |            |
| B2           | アイルランド     | 2      | ヨーロッパ | 2019年大会 プールステージ3位以上  | 2019年        | 10       | 2019     | 準々決勝 (1987, 1991, 1995, 2003, 2011, 2015, 2019)             | 5          |            |
| B3           | スコットランド   | 3      | ヨーロッパ | 2019年大会 プールステージ3位以上  | 2019年        | 10       | 2019     | 4位 (1991)                                                      | 9          |            |
| B4           | トンガ           | 4      | オセアニア | アジア・パシフィックプレーオフ1位 | 2022年7月23日 | 9        | 2019     | プールステージ (1987, 1995, 2003, 2007, 2011, 2019)             | 13         |            |
| B5           | ルーマニア       | 5      | ヨーロッパ | ヨーロッパ2位                     | 2022年6月27日 | 9        | 2015     | プールステージ (1987, 1991, 1995, 1999, 2003, 2007, 2011, 2015) | 19         |            |

備考
1. ↑  組み合わせ抽選に使用
2. 1 2  抽選時にアジア・パシフィック第1代表が決まっていなかったため、ランキングに関係なく、バンド4に入れられた[3]。
3. 1 2  抽選時にヨーロッパ第2代表が決まっていなかったため、ランキングに関係なく、バンド5に入れられた[3]。

## 順位表
| 順 | Team                 | Pld | W | D | L | PF  | PA  | +/-  | Try +/- | BP | Pts | 出場権                                    |
| -- | -------------------- | --- | - | - | - | --- | --- | ---- | ------- | -- | --- | ----------------------------------------- |
| 1  | アイルランド (Q)     | 4   | 4 | 0 | 0 | 190 | 46  | +144 | 22      | 3  | 19  | 決勝トーナメント進出 2027年大会出場権獲得 |
| 2  | 南アフリカ共和国 (Q) | 4   | 3 | 0 | 1 | 151 | 34  | +117 | 18      | 3  | 15  | 決勝トーナメント進出 2027年大会出場権獲得 |
| 3  | スコットランド (E)   | 4   | 2 | 0 | 2 | 146 | 71  | +75  | 6       | 2  | 10  | 2027年大会出場権獲得                      |
| 4  | トンガ (E)           | 4   | 1 | 0 | 3 | 96  | 177 | -81  | -12     | 1  | 5   |                                           |
| 5  | ルーマニア (E)       | 4   | 0 | 0 | 4 | 32  | 287 | -255 | -39     | 0  | 0   |                                           |

## 試合
試合時間は中央ヨーロッパ夏時間（UTC+2）

### アイルランド vs ルーマニア
| 9月9日 15:30 | (1 BP) アイルランド | 82–8   | ルーマニア                         | ヌーヴォ・スタッド・ド・ボルドー, ボルドー 観客数: 41,170人 レフリー: ニカ・アマシュケリ (ジョージア) |
| 9月9日 15:30 | トライ: ギブソンパーク 5' c キーナン 13' c バーン (2) 17' m, 80+3' c アキ (2) 34' c, 75' c セクストン (2) 40' c, 62' c ハーリング 45' c オマホニー (2) 50' c, 70' c マッカーシー 67' c コンバート: セクストン (7/8) 6', 13', 36', 40', 46', 51', 63' クラウリー (4/4) 68', 72', 76', 80+3' | Report | トライ: ルパヌ 3' m PK: ルパヌ 21' | ヌーヴォ・スタッド・ド・ボルドー, ボルドー 観客数: 41,170人 レフリー: ニカ・アマシュケリ (ジョージア) |

### 南アフリカ vs スコットランド
| 9月10日 17:45 | 南アフリカ共和国                                                                                     | 18–3   | スコットランド           | スタッド・ヴェロドローム, マルセイユ 観客数: 63,586人 レフリー: アンガス・ガードナー (オーストラリア) |
| 9月10日 17:45 | トライ: デュトイ 47' m アレンゼ 50' c コンバート: デ・クラーク (1/1) 51' PK: リボック (2/4) 13', 25' | Report | PK: ラッセル (1/1) 40+1' | スタッド・ヴェロドローム, マルセイユ 観客数: 63,586人 レフリー: アンガス・ガードナー (オーストラリア) |

### アイルランド vs トンガ
| 2023年9月16日 21:00 | (1 BP) アイルランド | 59–16  | トンガ                                                                                          | スタッド・ドゥ・ラ・ボージョワール, ナント 観客数: 31,673人 レフリー: ウェイン・バーンズ (イングランド) |
| 2023年9月16日 21:00 | トライ: バーン 21' c ドリス 27' c ハンセン 33' c セクストン 38' c ロウ 59' c アキ (2) 63' c, 69' c ハーリング 80' c コンバート: セクストン (4/4) 22', 28', 34', 39' バーン (4/4) 60', 64', 70', 80+2' PK: セクストン (1/1) 7' | Report | トライ: V・フィフィタ 40+8' c コンバート: ハヴィリ (1/1) 40+9' PK: ハヴィリ (3/3) 16', 25', 43' | スタッド・ドゥ・ラ・ボージョワール, ナント 観客数: 31,673人 レフリー: ウェイン・バーンズ (イングランド) |

### 南アフリカ vs ルーマニア
| 2023年9月17日 15:00 | (1 BP) 南アフリカ共和国 | 76–0   | ルーマニア | ヌーヴォ・スタッド・ド・ボルドー, ボルドー 観客数: 38,789人 レフリー: マシュー・ライナル (フランス) |
| 2023年9月17日 15:00 | トライ: ライナー 2' m, 8' c, 23' c マピンピ 6' c, 63' m, 67' c ウィレムス 11' c フーリー 42' m 認定トライ 52' ウィリアムズ 54' c, 61' c ルルー 73' m コンバート: ウィレムス (5/7) 7', 9', 11', 24', 55' デ・クラーク (2/4) 62', 68' | Report |            | ヌーヴォ・スタッド・ド・ボルドー, ボルドー 観客数: 38,789人 レフリー: マシュー・ライナル (フランス) |

### 南アフリカ vs アイルランド
| 2023年9月23日 21:00 | (1 BP) 南アフリカ共和国                    | 8–13   | アイルランド                                                                                     | スタッド・ド・フランス, サン＝ドニ 観客数: 78,542人 レフリー: ベン・オキーフ (ニュージーランド) |
| 2023年9月23日 21:00 | トライ: コルビ 51' m PK: リボック (1/2) 6' | Report | トライ: ハンセン 33' c コンバート: セクストン 35' PK: セクストン (1/1) 59', クラウリー (1/1) 77' | スタッド・ド・フランス, サン＝ドニ 観客数: 78,542人 レフリー: ベン・オキーフ (ニュージーランド) |

備考:
- ワールドカップ初対戦

### スコットランド vs トンガ
| 2023年9月24日 17:45 | (1 BP) スコットランド | 45–17  | トンガ                                                                                         | スタッド・ド・ニース, ニース 観客数: 33,189人 レフリー: カール・ディクソン (イングランド) |
| 2023年9月24日 17:45 | トライ: ターナー 5' c ファン・デル・メルヴァ 27' m ステイン 30' m ダルゲ 40+2' c ホーン 54' c キングホーン 68' c グレアム 80+2' c コンバート: ラッセル (5/7) 6', 40+3', 55', 70', 80+3' | Report | トライ: カタ 20' c タメイフナ 44' c コンバート: ハヴィリ (2/2) 21', 45' PK: ハヴィリ (1/1) 10' | スタッド・ド・ニース, ニース 観客数: 33,189人 レフリー: カール・ディクソン (イングランド) |

### スコットランド vs ルーマニア
| 2023年9月30日 21:00 | スコットランド | 84–0   | ルーマニア | スタッド・ピエール＝モーロワ, リール 観客数: 46,516人 レフリー: ウェイン・バーンズ (イングランド) |
| 2023年9月30日 21:00 | トライ: ワトソン 9' c プライス 17' c グレアム (4) 21' c, 34' c, 40' c, 77' c ファーガソン 38' c ハリス 45' c スミス 53' c ヒーリー 58' c マシューズ 71' c ダージ 73' c コンバート: ヒーリー (11/11) 10', 18', 22', 35', 39', 40', 47', 55', 59', 72', 77' ホーン (1/1) 73' | Report |            | スタッド・ピエール＝モーロワ, リール 観客数: 46,516人 レフリー: ウェイン・バーンズ (イングランド) |

### 南アフリカ vs トンガ
| 2023年10月1日 21:00 | (1 BP) 南アフリカ共和国 | 49–18  | トンガ                                                                         | スタッド・ヴェロドローム, マルセイユ 観客数: 60,387人 レフリー: ルーク・ピアース (イングランド) |
| 2023年10月1日 21:00 | トライ: ライナー 5' c ムーディー 20' c フーリー 32' c クリエル 49' c ルルー 58' c ファン・シュターデン 63' c スミス 80+1' c コンバート: ポラード (4/4) 6', 21', 33', 51' リボック (3/3) 59', 65', 80+2' | Report | トライ: タメイフナ 38' m イニシ 54' m ペレグリーニ 73' m PK: ハヴィリ (1/1) 3' | スタッド・ヴェロドローム, マルセイユ 観客数: 60,387人 レフリー: ルーク・ピアース (イングランド) |

### アイルランド vs スコットランド
| 2023年10月7日 21:00 | (1 BP) アイルランド | 36–14  | スコットランド                                                              | スタッド・ド・フランス, サン＝ドニ 観客数: 78,459人 レフリー: ニック・ベリー (オーストラリア) |
| 2023年10月7日 21:00 | トライ: ロウ 2' m キーナン (2) 26' c, 39' c ヘンダーソン 32' c シーハン 44' m リングローズ 58' m コンバート: セクストン (3/5) 27', 33', 40' | Report | トライ: アシュマン 64' c プライス 66' c コンバート: ラッセル (2/2) 65', 66' | スタッド・ド・フランス, サン＝ドニ 観客数: 78,459人 レフリー: ニック・ベリー (オーストラリア) |

### トンガ vs ルーマニア
| 2023年10月8日 17:45 | (1 BP) トンガ | 45–24  | ルーマニア | スタッド・ピエール＝モーロワ, リール 観客数: 45,042人 レフリー: アンガス・ガードナー (オーストラリア) |
| 2023年10月8日 17:45 | トライ: カタ (2) 11' c, 66' m モアラ 15' c タウモエペアウ 22' c ヴァイラヌ 49' c アーキ 62' c タウモエフォラウ 71' m コンバート: ハヴィリ (5/7) 13', 17', 23', 51', 63' | Report | トライ: ボボク 30' c スルジュ 36' c シミオネスク 55' c コンバート: コナケ (3/3) 32', 37', 57' PK: コナケ (1/2) 19' | スタッド・ピエール＝モーロワ, リール 観客数: 45,042人 レフリー: アンガス・ガードナー (オーストラリア) |

備考:
- ワールドカップ初対戦